# フリータイム1010 ハイッ!浜村淳ですABC
『フリータイム1010 ハイッ!浜村淳ですABC』（ハイッはまむらじゅんですエービーシー）は、かつて朝日放送ラジオで放送していた平日夜のラジオワイド番組。

## 概要
1974年当時は朝日放送ラジオの夜ワイド番組『ABCヤングリクエスト』（ヤンリク）が23:00スタートであり、当時からすでに同じ近畿広域圏で大きな人気を得ていた『MBSヤングタウン』（毎日放送、ヤンタン）が一時間早い22:00スタートであったため、そのヤンタンへの対抗策としてその22時台で放送を開始し、リスナーをそのままヤンリクへつなげようという目的を持った番組である。
対象リスナー層は最初幅広い層としていたが、特に若い層に支持されたとされている。リスナーからの相談や質問に一緒に考えながら丁寧に答えるスタイルが評判となり、放送時間が足りなくなって十分に答えられなかった時は、本番終了後に浜村淳自ら再び電話や手紙で自分の考えを述べながら回答に応じていた。
朝日放送の社史に掲載されているタイトルは『フリータイム1010 - 』（1010は当時の朝日放送ラジオのAMの周波数）で、本番組もこのタイトルでスタートしたが、後になってこのタイトルはあまり使われなくなり、これに代わって主に「朝日放送ヨル10時」というタイトルコールが行われていた。
なお、本番組を開始した日はMBSラジオで2024年まで放送していた朝ワイド番組『ありがとう浜村淳です』の開始日と全く同じであり、当時浜村は朝と夜で平日の帯番組を2本同時に持っていた。

## パーソナリティ
メイン
- 浜村淳

アシスタント
- 二塚都詩子 （1974年4月 - 1977年9月）
- 西関礼子[1] （1977年10月以降）
- 寺本富士子[1] （1977年10月以降）

## 主なコーナー
- 淳ちゃんのドーナッツシアター[3]
  - 浜村の独特な語りとともに映画を紹介するコーナー。その後も映画コーナーは『映画アラカルト』→『ワイドのスクリーン』などと改題しながら継続された。
  - ミスタードーナツの単独提供コーナー。
- 淳ちゃんのこわーい話・おもろい話
  - 「こわーい話」は怪談のコーナー。リスナーから寄せられたものや雑誌などに載っていた様々な怪談を浜村の独特な語りで紹介[2]。これと同時にこのコーナーで笑い話（おもろい話）を募集していた。
- パンチもの知りカセット
  - リスナーからの質問・疑問にナレーションの「ものしり兄ちゃん」が解説を入れ、その後に浜村が語りを入れてその事柄についてわかり易く説明していく。
  - 平凡出版（現在のマガジンハウス）の単独提供コーナー。本番組がスタートする前、この時間はニッポン放送制作の『ザ・パンチ・パンチ・パンチ』を放送していたが1974年4月改編でネットを終了し、この枠は本番組スタート後も平凡出版単独スポンサーが継続された枠である。
- チャレンジ・キャンパス
- うちの学校
- 淳ちゃんの目・耳・口
- 青春広場
  - 他

## テーマ曲
- ホット・バター『Tomatoes - YouTube』

『ポップコーン』のカバーで知られるホット・バターが演奏したカバー曲で、1972年のアルバム『Popcorn』に収録。原曲はニール・ヘフティ作曲の映画『裸足で散歩』（1967年）の劇中曲で、彼の楽団が演奏している。